# Eupithecia argica
Eupithecia argica är en fjärilsart som beskrevs av Louis Beethoven Prout 1910. Eupithecia argica ingår i släktet Eupithecia och familjen mätare. Inga underarter finns listade i Catalogue of Life.